# George Lincoln Rockwell
George Lincoln Rockwell (Bloomington (Illinois), 9 maart 1918 – Arlington County (Virginia), 25 augustus 1967) was een Amerikaanse neonazistische politicus en holocaustontkenner. Hij richtte de Amerikaanse Nazipartij (ANP) op in 1959.

## Biografie
George Lincoln Rockwell was het oudste kind van kunstenaar George Lovejoy Rockwell en Claire Schade. Zijn ouders scheidden toen Rockwell zes jaar oud was, en hij verdeelde zijn jeugd tussen zijn moeder en zijn vader.
In 1938, tijdens zijn filosofiestudie, sloot hij zich aan bij de Christian Identity-beweging. Lincoln Rockwell stopte voortijdig zijn studie om zich bij de marine bij de pilotenopleiding aan te melden.
Op 25 augustus 1967 werd hij bij een winkelcentrum in Arlington doodgeschoten in zijn auto door een voormalig partijlid.

## Standpunten
"Het belangrijkste waar we voor strijden is het behoud van het blanke ras. Wij denken dat het blanke ras de Amerikaanse constitutionele republiek mogelijk heeft gemaakt, die volgens ons de beste regeringsvorm ter wereld is."
Op de vraag waarom hij bij interviews niet in nazi-uniform verscheen zei hij: "Ik verschijn nooit in uniform, ik ben hier niet om te agiteren. Als ik de straat op ga en massa's mensen moet bereiken, gebruik ik agitatiemethoden. Ik ben hier om filosofische ideeën te bespreken en niet om te agiteren. Massa's mensen zijn niet in staat intellectuele ideeën over te brengen in een straatachtig medium. Je moet agitatiemethoden gebruiken; de negers gebruiken ze. De boycot is bijvoorbeeld een agitatiemethode, het is geen intellectuele methode. En dat is hetzelfde soort methoden dat ik zelf moet gebruiken."
"Mijn eerste actie zou zijn om een Constitutional Convention bijeen te roepen, om het amendement in te trekken dat probeert Amerikanen uit negers te maken. Ik denk niet dat je Chinezen (Chinamen) van hen kunt maken door een wet aan te nemen en ik denk niet dat ze tot Amerikanen zijn gemaakt. We zouden een Constitutional Convention bijeenroepen en enkele amendementen aannemen die ons politieke programma legaal zouden maken, ik zal de grondwet niet schenden. Ik geloof in de Bill of Rights, ik geloof zozeer in de Bill of Rights dat we een voorziening in ons programma hebben voor een speciaal netwerk van vrije mening dat beschikbaar moet zijn voor alle burgers, in plaats van alleen degenen die zich kunnen aanpassen aan het medium.
Op de vraag of hij zwarte Amerikanen als burgers zag zei hij: "Dat zijn ze nu natuurlijk. Ik denk dat ik het niet eens ben met de zuidelijke benadering dat ze moeten worden verhinderd om te stemmen en geslagen, in de Ku Klux Klan-benadering. Ik vind dat je met andere woorden de wet moet volgen, maar ik vind dat de wet veranderd moet worden."
"Ik geloof niet in dictatuur en we geloven ook niet in het bekrompen nationalisme van Hitler. Ik geloof dat er een internationale orde moet zijn. Ik denk dat de VN communistisch is en weg moet, maar we moeten het vervangen door een soort internationale orde, ik zou zeggen een nazi-achtige orde. We gebruiken de term Nazi omdat dat woord heel duidelijk is voor mensen. Het betekent ras het betekent opkomen voor het blanke ras. Mensen weten dat en het schokt ook mensen wakker"

## Publicaties
- How to Get Out Or Stay Out of the Insane Asylum (1960)
- In Hoc Signo Vinces (1960)
- Rockwell Report (1961)
- This Time the World (1961), autobiografie
- White Self-Hate: Master-Stroke Of The Enemy (1962)
- White Power (1966)

- Gemeinsame Normdatei: 121314596
- International Standard Name Identifier: 0000 0000 6680 3747
- Library of Congress Control Number: n79055074
- MusicBrainz: ecaae263-a96e-4923-a6f1-bcad2f431868
- Nationale Bibliotheek van Israël: 987007267262505171
- Nederlandse Thesaurus van Auteursnamen: 188934707
- SNAC: w64x5z36
- Système universitaire de documentation: 067333141
- Virtual International Authority File: 13160738
- WorldCat: E39PBJgRQKGHybwpBqPWMQCJDq